# Нюанс (рок-группа)
«Нюанс» — арт-рок-группа, созданная в 1983 году в Москве.

## История группы
Арт-рок группа «Нюанс» была создана в 1983 году по инициативе солиста Владимира Бажина. Из музыкантов зрелого «Нюанса» в первый состав также входили Николай Горенко (бас) и Сергей Титовец (барабаны). В 1985 году к ним присоединился младший брат Сергея Титовца — Павел «Гаврюха» Титовец (гитара).
Выступление группы в октябре 1987 года произвело сенсацию. В 1987-88 годах прошло феноменальное шествие «Нюанса» по концертным площадкам страны. В мае 1988 года группа выступила в Ростове-на-Дону на фестивале «Рок-707», устроенном Ростовским рок-клубом. В 1989 году группа выступила на Московском музыкальном фестивале мира.
Музыка группы отличалась импровизациями на основе «белого рэгги» и фанка с экспериментами наподобие King Crimson 80-х годов. Специалисты отмечали великолепное индивидуальное мастерство музыкантов, особенно Павла Титовца (гитара) и Николая Горенко (бас).
В 2014 году был объявлен гастрольный тур группы «Нюанс» с влившимся в группу Александром Кутиковым.

## Дискография

### Студийные альбомы
- Комета Галлея[3] (1984)
- Подарки[3] (1985)
- Ночь[3] (1986)
- Бездомные[4] (1990)
- Бесконечномгновенно (2016) с Александром Кутиковым

### Мини-альбомы
- Хей, ла-ла[5] (1995)

### Сборники
- Рок-панорама-87 (Часть 2)[6] (1987)

## Участники группы
- Александр Кутиков — (с 2014 года): основной вокал, электрогитара, электроакустическая и акустические гитары
- Павел Титовец — основной вокал (до 2014 года), соло-и ритм гитара, основной автор, бэк-вокал (с 2014 года)
- Николай Горенко — бас-гитара
- Александр Лёвочкин — все клавишные,  синтезатор и соло партии
- Дмитрий Кричевский — Ударные